# Gaspar Fernandes
Pour les articles homonymes, voir Fernandes.
Gaspar Fernandes, parfois écrit Gaspar Fernández (vers 1565-1629) fut un compositeur portugais-mexicain de musique sacrée.
Portugais de naissance, il émigra au Mexique. Il fut le musicien de chapelle de la cathédrale de l’Assomption d’Oaxaca et de la cathédrale de l’Immaculée-Conception de Puebla, ainsi que de la cathédrale Saint-Joseph d’Antigua Guatemala. Le musicologue péruvien Aurelio Tello (es) a sauvegardé une grande partie de ses œuvres, ce qui lui valut en 1999 le prix de musicologie Casa de Las Americanas.

## Enregistrements
En 2004, l'ensemble Ars Longa a enregistré sous le titre Gaspar Fernández. Cancionero Musical de la Catedral d’Oaxaca une sélection de ses pièces.